# Theo Langheid
Theo Langheid (* 1952 in Oberhausen) ist ein deutscher Jurist mit dem Schwerpunkt Versicherungsrecht.

## Leben
Langheid studierte ab 1970 Jura an der Universität zu Köln. Nach dem zweiten juristischen Staatsexamen arbeitete er zunächst ab 1978 bei der Rechtsanwaltskanzlei Friedrich Graf von Westphalen. Später wurde er Fachanwalt für Versicherungsrecht. Er promovierte 1984 mit einem Thema des britischen Verfassungsrechts, 'Souveränität und Verfassungsstaat - The Sovereignty of Parliament'. Im selben Jahr wurde Langheid Mitbegründer der Kölner Kanzlei Bach & Langheid. Von 1984 bis 1989 war Langheid als wissenschaftlicher Mitarbeiter des Staatsrechtslehrers Prof. Dr. Martin Kriele an der Universität Köln tätig, außerdem lehrte er von 1986 bis 1994 als Lehrbeauftragter an der FH Köln. 2005 wurde er zum Lehrbeauftragten an der Universität Frankfurt am Main berufen. Seit 2020 ist er Honorarprofessor an der Paris Lodron Universität Salzburg.
Langheid war Mitherausgeber der Monatsschrift "Recht & Schaden" (r+s) und ist Mitglied der Schriftleitung der Zeitschrift für Versicherungsrecht. Ferner ist er Mitherausgeber und -autor des Langheid/Rixecker, Kommentar zum VVG, 7. Aufl. 2022, und des Münchener Kommentars zum Versicherungsvertragsgesetz, 3. Aufl. 2022, beide im Verlag C. H. Beck. Von der Bundesregierung wurde er 2004 in die sog. VVG - Reformkommission berufen, die das neue Versicherungsvertragsgesetz (VVG) in seiner Fassung von 2008 entworfen hat. Er ist ferner Mitglied im Vorstand der "AIDA Reinsurance and Insurance Arbitration Society" (ARIAS) und Präsident des europäischen Dachverbandes "ARIAS Europe". Am 21. Dezember 2010 hat er in Köln die  "Anthony Powell Gesellschaft", deren Präsident er seither ist, gegründet, die sich der Verbreitung der Romane von Anthony Powell im deutschsprachigen Raum widmet.

## Veröffentlichungen (Auswahl)
- Theo Langheid, Manfred Wandt (Hrsg.): Münchener Kommentar zum Versicherungsvertragsgesetz, drei Bände. C.H. Beck, München 2009–2011.
- Wolfgang Römer, Theo Langheid (Hrsg.): Versicherungsvertragsgesetz (VVG) : mit Pflichtversicherungsgesetz (PflVG) und Kraftfahrzeug-Pflichtversicherungsverordnung (KfzPflVV) : Kommentar, 3. Auflage. C.H. Beck, München 2011, ISBN 3-406-49303-3.
- Friedrich von Westphalen, Theo Langheid, Siegfried Streitz: Der Jahr 2000-Fehler - Haftung und Versicherung. Dr. Otto Schmidt-Verlag, 1999.
- Peter Bach, Theo Langheid: Aktuelle Rechtsfragen der Versicherungsvertragspraxis. RWS-Skript 179, 2. Aufl., 1990.